# Paul Dermoncourt
Paul Ferdinand Stanislas Dermoncourt (Crécy-au-Mont, 3 marzo 1771 – Aubevoye, 10 maggio 1847) è stato un generale francese.

## Biografia

### La Rivoluzione francese
Il giovane Dermoncourt prese parte nel 1789 alla presa della Bastiglia, e poco dopo entrò nella compagnia Odiot (distretto di Saint-Roch) dei granatieri della Guardia Nazionale di Parigi.
Passò volontario nel 3º battaglione dell'Aisne dal 4 settembre 1791, divenne sergente il 4 aprile 1792 e  sergente maggiore il 3 luglio successivo, e partecipò alla campagna di quell'anno con l'Armata del Nord distinguendosi nella battaglia di Quiévrain. Poi si imbarcò per la Martinica al seguito del generale Donatien de Rochambeau. Giunto a Santo Domingo, riuscì a riportare sotto il comando dei commissari civili le truppe rimaste con il precedente  governatore Esparbès, appena deposto.
A novembre, a capo della sua compagnia perché tutti gli ufficiali avevano  la febbre malarica, prese l'iniziativa di impadronirsi di Morne Pelé, località ancora nelle mani degli indigeni. Ebbe una menzione onorevole il 19 dicembre 1792 per questo atto di guerra, ricevette lo stesso giorno il grado di tenente e poi quello di capitano il 28 dicembre dello  stesso anno. Si ammalò poi di  febbre malarica, ma sopravvisse.
Si imbarcò il 1º ottobre 1793 per Filadelfia ritenendo di potercisi curare e ristabilirsi dai postumi della malaria, insieme con altri profughi francesi provenienti da Santo Domingo. Fu catturato dai corsari e portato verso le Bermuda, affrontò in mare una tempesta da cui riuscì a salvarsi e a fuggire dai corsari, giungendo a destinazione. Anche lì scoppiò un'epidemia di febbre gialla, e Dermoncourt ebbe l'occasione di tornare a Filadelfia e da lì in Francia con altri suoi connazionali. Partirono dalla baia di Chesapeake il 21 aprile 1794, giungendo a Brest il 1º giugno.
Fu messo in quarantena per alcuni giorni come tutti quelli provenienti da oltreoceano, poi venne assegnato all'esercito costiero di Brest. Combatté i rivoltosi vandeani a Quiberon l'11 luglio e poi tornò a Brest dove prestò servizio come ufficiale di mandato locale. Il 4 ottobre 1795, si recò a Parigi e, il 5, difese la Convenzione nella battaglia di Saint-Roch.
Il 23 germinale dell'anno IV venne nominato aiutante di campo del generale Alexandre Dumas e si recò con lui in Italia, combattendo nella battaglia di Rivoli, prendendo parte all'assedio di Mantova (gennaio 1797) e infine spostandosi in Tirolo. Attraversando il torrente Avis (vicino a Lavis), salvò la vita all'aiutante di campo Lambert, che rischiava di annegare tra i flutti. Alla testa di 50 granatieri, riuscì a conquistare una ridotta difesa da 60 austriaci, facendo numerosi prigionieri.
Si distinse nei combattimento al ponte di Egna e nella presa di Bolzano. Al fianco di Joubert marciò poi su Bressanone, combattendo sul lungo ponte che permetteva l'accesso alla cittadina con un gruppo di dragoni smontati da cavallo e gettando nel fiume Eisach tutto ciò che li ostacolava, permettendo così il passaggio della colonna del generale Dumas. Bressanone cadde nelle mani dei francesi. Quando Dumas fu a pochi chilometri dalla città, venne attaccato nuovamente dagli austriaci e Dermoncourt lo raggiunse prestandogli aiuto e venendo ferito gravemente a una spalla. Il generale comandante in capo Napoleone Bonaparte, informato dal generale Joubert della condotta di questo ufficiale nel corso della campagna, lo citò con lode nel suo rapporto al governo francese.
Il 6 brumaio dell'anno VI venne promosso capitano e prestò servizio in Svizzera, imbarcandosi poi a Tolone il 30 floreale, destinato in Egitto e in Siria, località dove rimase per tre anni.
Nella battaglia di Abukir del 7 termidoro dell'anno VII, dopo l'uccisione del colonnello Duvivier, che aveva il comando della cavalleria, il capitano Dermoncourt gli succedette nel comando finché non fu sostituito dall'aiutante generale Roize, dimostrando prontezza e coraggio. Durante la battaglia venne colpito da una pallottola inglese al petto e alla caviglia sinistra, dalle quali riuscì a rimettersi velocemente. Il generale in capo allora lo incaricò della guida di una carovana di dromedari carichi di denaro destinati dapprima a Rahmanieh e poi ad Alessandria, contenenti inoltre dispacci segreti per il generale Marmont e l'ammiraglio Ganteaume. Si distinse poi nella battaglia di Heliopolis e aiutò il generale Kleber nella riconquista del Cairo.
Il generale in capo Menou riconobbe i suoi meriti e lo promosse al grado di capo squadriglia del 14º dragoni il 4 messidoro dell'anno VIII.
All'assedio di Abukir del 30 ventoso anno IX, venne colpito da un colpo di pistola alla gola, riuscì comunque a condurre ordinatamente la ritirata dei suoi uomini. Rientrato in Francia, si vide confermato il grado dal primo console e passò al 22º reggimento di cavalleria e poi al 21º dragoni il 13 piovoso dell'anno XI. Il 23 frimaio di quello stesso anno venne promosso al rango di maggiore dell'11º corazzieri e cavaliere dell'ordine della Legion d'onore.

### Il primo impero
Prestò servizio nella Grande Armée dall'anno XIV al 1807. Fu nominato colonnello del 1º reggimento dragoni il 5 aprile successivo, e guidò il suo reggimento per la prima volta combattendo il 12 giugno nella battaglia di Heilsberg, poi il 14 giugno a Friedland, ricevendo per questo le lodi di Napoleone.
Creato barone dell'impero con lettera del 16 settembre 1808, il 4 ottobre successivo divenne ufficiale della Legion d'onore e poi fu trasferito in Spagna con la divisione Latour-Maubourg dove rimase sino al 1811. La sua ritirata da Tarragona nel mese di dicembre del 1808 fu una delle migliori imprese francesi nella campagna militare spagnola. Il 28 luglio 1809, nella battaglia di Talavera, comandò la sua brigata e venne ferito alla coscia destra. Costretto a interrompere il servizio, lo riprese in ottobre e ricevette, il 29 dicembre, nella Sierra Morena, una nuova ferita al ginocchio destro. A Madridejos (Castiglia), Trocadéro e Chiclana (Andalusia), dimostrò ancora il suo coraggio e il suo talento militare. Il 1º reggimento di dragoni divenne il 1º reggimento lancieri a cavallo e pertanto il colonnello Dermoncourt lasciò l'Andalusia il 9 ottobre 1811 e rientrò in Francia per procedere all'organizzazione del nuovo corpo a Chartres. Lasciò quindi la città il 12 maggio 1812 e si unì all'armata francese impegnata nella campagna di Russia. Combatté il 21 maggio successivo nella battaglia di Malo-Jaroslawetz.
All'inizio del 1813 ottenne il comando di un reggimento che marciò su Magonza e procedette poi verso Bautzen. Nella battaglia di Reichenbach, fece diverse cariche di successo ma perse il cavallo rimanendo illeso. Durante l'armistizio l'imperatore lo elevò, il 22 luglio 1813, al grado di generale di brigata e gli affidò il comando della cavalleria del 5º corpo d'armata.
Prese poi parte agli scontri di Goldberg, Loewenberg, Lipsia e Hanau, e Napoleone gli concesse la commenda della Legion d'onore il 4 dicembre 1813. Il 25 dicembre era a Neuf-Brisach, incaricato di sovrintendere ai lavori e all'approvvigionamento della località.

### La Restaurazione e i Cento Giorni
Dopo l'abdicazione, si sottomise a Luigi XVIII di Francia che lo nominò cavaliere dell'Ordine di San Luigi il 14 settembre 1814, affidandogli il comando della 5ª divisione militare.
Quando Napoleone tornò dall'Elba, reintegrò Dermoncourt nel suo ruolo nel marzo del 1815. Dermoncourt fu pensionato il 26 settembre 1821, non fu condannato dai realisti, e divenne sindaco di Widensolen dal 1826 al 1830.
Richiamato in servizio durante la Rivoluzione del 1830, il 7 marzo 1831 ricevette il comando militare del dipartimento dell'Alta Loira e successivamente quello della Loira Inferiore il 24 aprile 1832.

### Gli ultimi anni
Pensionato definitivamente il 1º aprile 1833, prese residenza a Batignolles, vicino a Parigi. Si dedicò a scrivere le sue memorie, con particolare attenzione agli eventi dell'anno precedente, e alla sollevazione guidata dalla duchessa di Berry in Vandea che lui personalmente contribuì a catturare.
Morì ad Aubevoye il 10 maggio 1847, nella sua residenza nel rione Montier.